# 与圧結合アダプタ

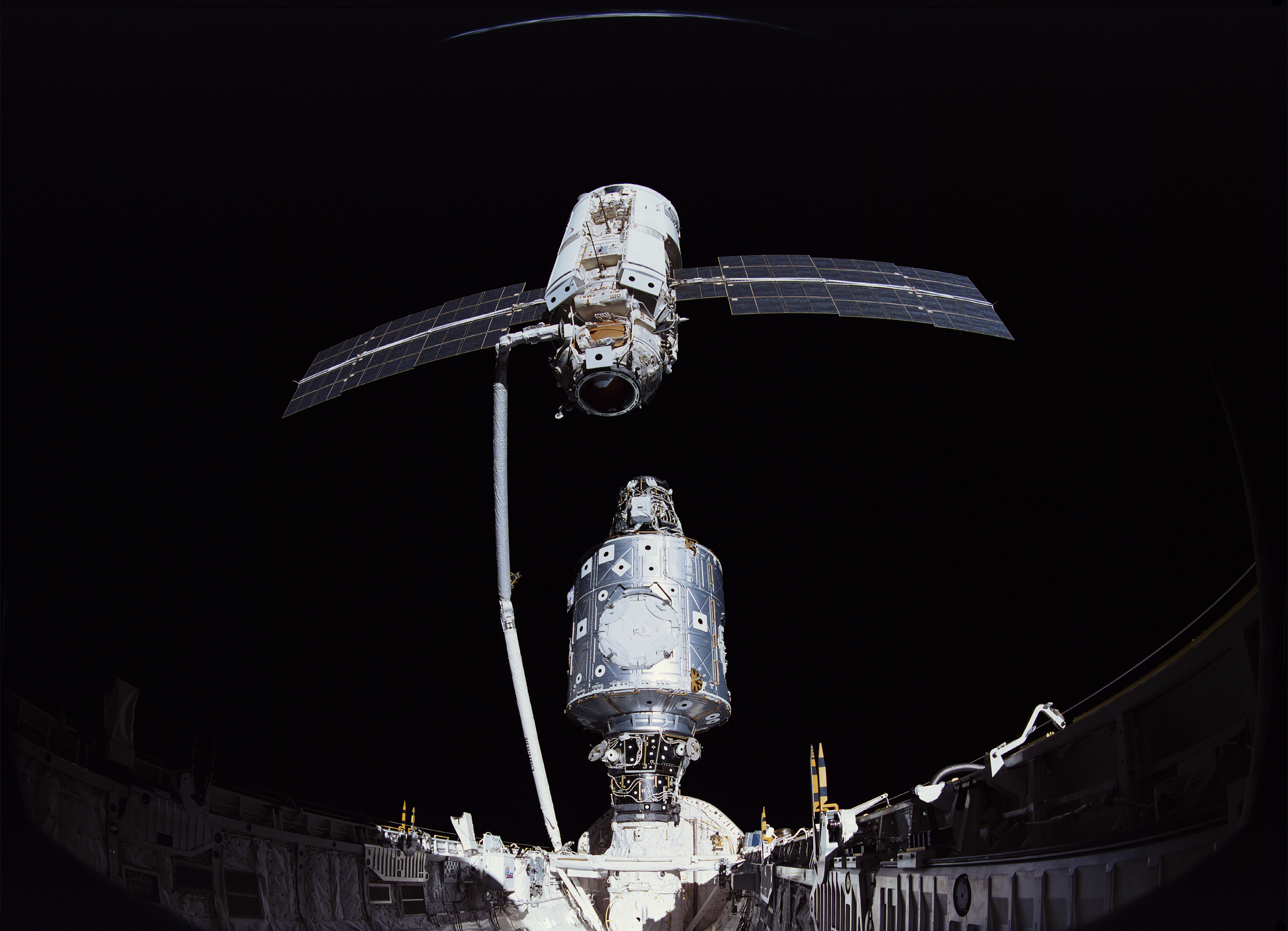
PMA-2 でエンデバーにドッキングしたユニティの PMA-1 にザーリャをドッキングさせているところ (NASA)

与圧結合アダプタ（よあつけつごうアダプタ、Pressurized Mating Adapter：PMA）とは、国際宇宙ステーション (ISS) において異なるドッキング機構を備えた宇宙船やモジュールを相互接続するための設備である。NASAが開発した共通結合機構（Common Berthing Mechanism：CBM）とロシア製のアンドロジナスドッキング機構（Androgynous Peripheral Attach System：APAS）を装備しており、ロシア側とアメリカ側のモジュール、およびスペースシャトルを結合できるようにしたものである。
ISS には3つの PMA があり、最初の2つの PMA はユニティモジュールと一緒に STS-88 で打ち上げられ、3つ目は STS-92 に積み込まれて打ち上げられた。

## 用途
ISS 上の各 PMA は機能的に差異はないが、それぞれ用途がわずかに異なっている。

### PMA-1
PMA-1 はあらかじめユニティ後方の結合ポートに取り付けられ、そこへ STS-88 の乗員がシャトルのロボットアームでザーリャを取り付けた。ステーションの最初の構成要素であるこれらのモジュールは PMA-1 で恒久的に接続されている。与圧モジュール間を結合し、通信、電力、キャビンエアなどのケーブルや配管も結合させている重要な部分である。

### PMA-2

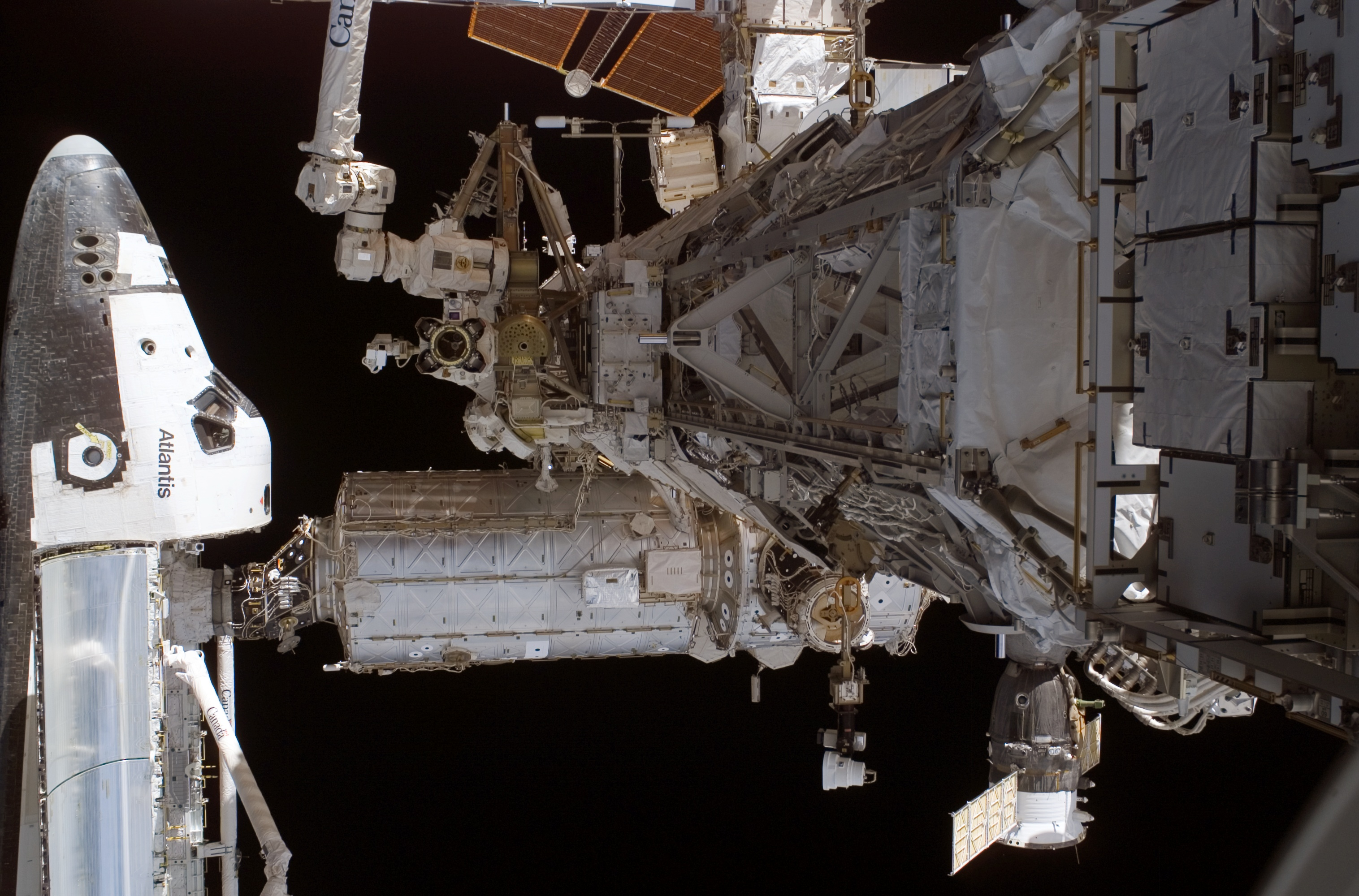
STS-115でアトランティスとデスティニーがPMA-2を介しドッキングしたところ (NASA)

スペースシャトルがISSにドッキングする時に使用される。機能的にはPMA-3と同様だが、おもにこちらが使用された。
PMA-2はユニティ前方のハッチに取り付けられて打ち上げられ、2001年2月の STS-98 でデスティニーを運んだ時に、ユニティから一時的に取り外されてZ1トラスに仮置きされ、ディスティニーをユニティへ取り付け後、ディスティニーの前方ハッチに移設された
（このユニティからの PMA-2 の取り外しというミッションは、ISS で初の「共通結合機構 (CBM) で結合された構成要素の切り離し」ミッションであった）。
2007年10月の STS-120 でハーモニーが ISS に運搬された際、ディスカバリーは前述の通りデスティニーに設置されている PMA-2 にドッキングしカナダアーム2でディスカバリーの貨物室から ハーモニーを取り出し、ユニティの左舷ハッチにハーモニーを一時的に設置。ディスカバリーがISSから分離した後に カナダアーム2 で PMA-2 を ハーモニー の前方ハッチに移設後（PMA-2 を取り付けたまま）ハーモニーを最終的な取り付け位置である デスティニー の前方ハッチに取り付けた。
PMA-1 と PMA-2 は、どちらもロシア製の自動ドッキングシステム（アンドロジナスドッキング機構）を使用しており、シャトルがドッキングすることができる。
シャトルが ISS へドッキングする時は、秒速約3cmの相対速度で接近。PMA-2に接触すると、自動的に掛け金がかかりドッキング、動きが止まった所でシャトルの宇宙飛行士がドッキングリングを引き込み、双方を確実に結合させる。

### PMA-3

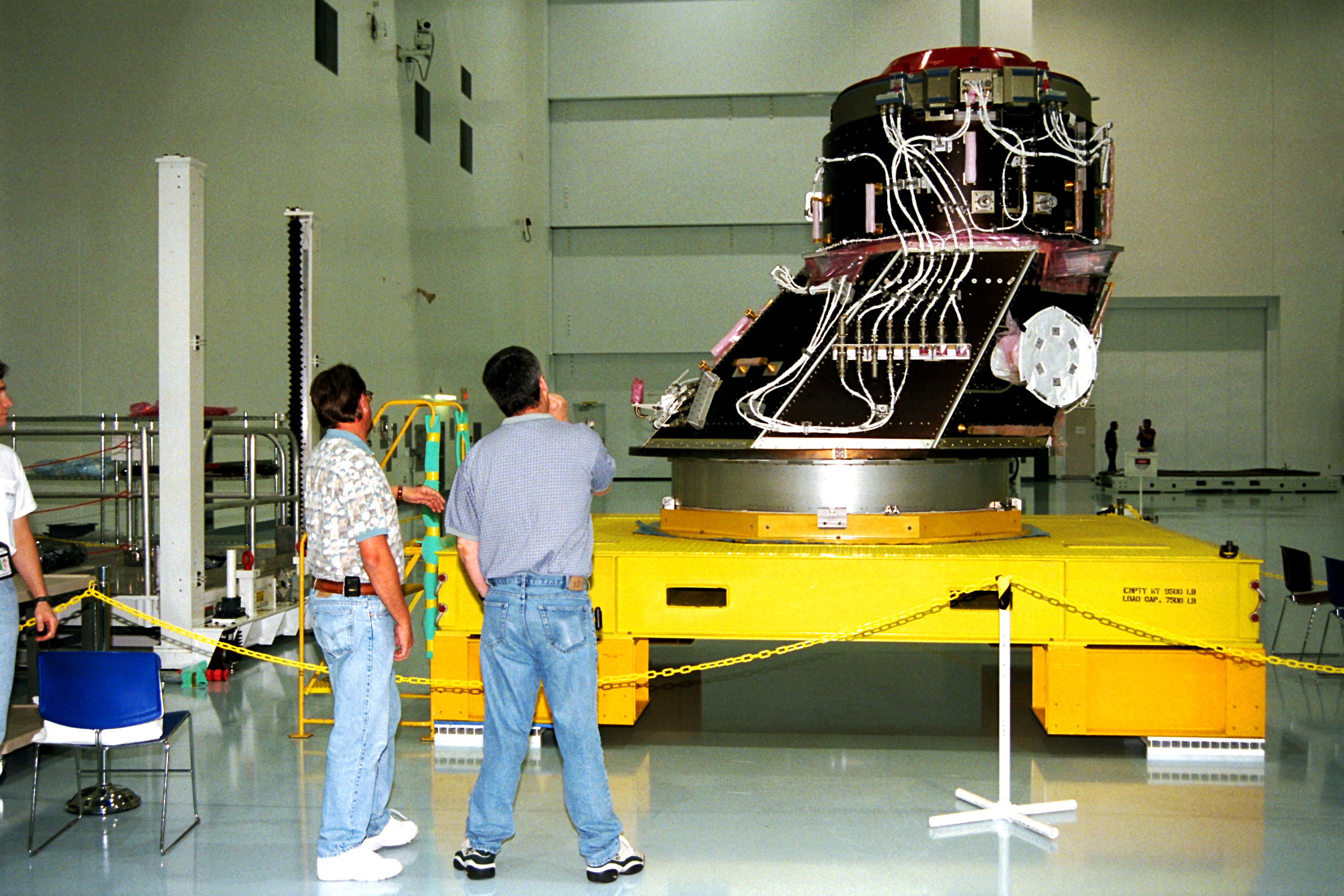
宇宙ステーション整備施設に到着した PMA-3 (NASA)

PMA-3 は STS-92 のスペースラブパレットに固定されて、2000年10月に ISS へ運搬された。
スペースシャトルがISSのPMA-2を使用したドッキングができない場合に使用された。
PMA-3は、太陽電池パドルやバッテリーなどを搭載したP6トラスを設置するフライトであったSTS-97 と、デスティニーを運搬・設置するフライトであったSTS-98の2回だけシャトルのドッキングポートとして使用された。
PMA-3の設置当初は、ユニティの天底（地球側）ハッチに取り付けられ、1ヵ月半後の STS-97 でエンデバーが ここにドッキングした。
また、STS-98 では PMA-2 をユニティからデスティニーの前方に移設するために、アトランティス号がここをドッキング場所として使用した。
2001年3月の STS-102 では、運ばれてきた 多目的補給モジュール の取り付け場所確保のため、一時的にユニティの左舷ハッチに移された。
さらに STS-120 で運ばれたハーモニーの仮設置場所確保時や、トランクウィリティー 取り付け時にも、一時移設され、現在はトランクウィリティーの左舷ハッチに設置され、荷物の保管場所として使用されている。

## 歴史
与圧結合アダプタはボーイング製で、アメリカのスペースシャトルがロシアの宇宙ステーションミールに接続できるようにするためのアダプタによく似ている。
注：似ているのはアンドロジナスドッキング機構であり、ミールのクリスタルモジュールに結合されたドッキングモジュール（ロシア製でシャトルで運搬）と、PMAの構造は形状からして別物である（原文である英語版の勘違いか？）。